# Yutaka Aihara
Yutaka Aihara (相原 豊), né le 18 décembre 1970 dans la préfecture de Gunma, est un gymnaste artistique japonais. Il est le fils des gymnastes Nobuyuki Aihara et Toshiko Shirasu.

## Palmarès

### Jeux olympiques
- Barcelone 1992
  -  médaille de bronze au concours par équipes

### Championnats du monde
- Indianapolis 1991
  -  médaille de bronze au saut de cheval